# 罗克豪森
罗克豪森（德語：Rockhausen，發音：[ʁɔkˈhaʊzn̩]）是德国图林根州伊尔姆县曾经的一个市镇，面积4.01平方千米，2017年12月31日人口为279人。2019年12月31日，罗克豪森并入市镇阿姆特瓦克森堡。